# Алексеева, Лариса Филологовна
Лариса Филологовна Алексеева (29 октября 1907, Луцк, Волынская область — 15 февраля 1998) — белорусская советская певица (лирико-колоратурное сопрано). Народная артистка БССР (1944).

## Биография
Родилась 29 октября 1907 года в Луцке.
В 1936 году окончила музыкальный техникум имени Гнесиных в Москве.
В 1937-1941 и 1944-1946 солистка Государственного театра оперы и балета БССР. В 1944 году ей присвоено звание Народной артистки БССР.
Во времена Великой  Отечественной войны, а также в 1946-1948 солистка Большого театра СССР. Работала в Свердловском и Кировском театрах.
В 1950-1954 годах была солисткой Московской филармонии. Алексеева была замужем за секретарем Президиума Верховного Совета БССР Лазарем Евдокимовичем Попковым.
Певица обладала голосом мягкого тембра, музыкальностью, сценическим обаянием. Архив творческих документов Алексеевой хранится в Белорусском государственном архив-музее литературы и искусства.

## Награды
- орден «Знак Почёта» (20.06.1940) — за выдающиеся заслуги в деле развития белорусского театрального и музыкального искусства